# Заливский (хутор)
Заливский — хутор в Октябрьском районе Волгоградской области России, административный центр Заливского сельского поселения.

## История
Дата основания не установлена. Хутор впервые упоминается в Списке населённых мест области Войска Донского на 1875 год, составленном по сведениям за 1873 год. Согласно Списку в имелось 88 дворов и проживали 131 душа мужского и 181 женского пола. Хутор относился к юрту станицы Потёмкинской Второго Донского округа области войска Донского.
К 1915 году в хуторе имелось 100 дворов, проживало 304 души мужского и 323 женского пола. На хуторе имелась Преображенская церковь, построенная в 1909 году.
По состоянию на 1936 год административный центр Заливского сельсовета Ворошиловского района (с 1957 года — Октябрьский район) Сталинградской области. В ноябре 1959 года Заливский сельсовет был ликвидирован, хутор включён в состав Ново-Аксайского сельсовета. Заливский сельсовет вновь образован в 1966 году.

## География
Хутор расположен в степной зоне на северо-западе Ергенинской возвышенности, относящейся к Восточно-Европейской равнине, на левом берегу реки Аксай Есауловский, на высоте около 50 метров над уровнем моря. Рельеф местности равнинный, местность имеет незначительный уклон к северу, по направлению к реке Аксай. Почвы — каштановые солонцеватые и солончаковые.
По автомобильным дорогам расстояние до областного центра города Волгограда составляет 170 км, до районного центра посёлка Октябрьский — 15 км, до ближайшего города Котельниково — 68 км. Ближайший населённый пункт хутор Чиков расположен на противоположном берегу реки Аксай Есауловский
Климат
Климат умеренный континентальный с жарким летом и малоснежной, иногда с большими холодами, зимой. Согласно классификации климатов Кёппена климат характеризуется как влажный континентальный (индекс Dfa). Температура воздуха имеет резко выраженный годовой ход. Среднегодовая температура положительная и составляет + 8,8 °С, средняя температура января −6,3 °С, июля +24,1 °С. Расчётная многолетняя норма осадков — 376 мм, наибольшее количество осадков выпадает в декабре (39 мм) и июне (40 мм), наименьшее в марте и октябре (по 24 мм).
Часовой пояс
Заливский, как и вся Волгоградская область, находится в часовой зоне МСК (московское время). Смещение применяемого времени относительно UTC составляет +3:00.

## Население
| 2002 |
| ---- |
| 975  |

| 1873 | 1897 | 1915 | 2010 |
| ---- | ---- | ---- | ---- |
| 232  | ↗481 | ↗627 | ↗896 |